# Полиэтиленовый пакет (фильм)
Полиэтиленовый пакет (англ. Plastic bag) — американский короткометражный художественный фильм, поставленный режиссёром Рамином Бахрани. Главную роль озвучил немецкий режиссёр Вернер Херцог, в качестве саундтрека использована музыка исландской группы Sigur Ros. Премьера фильма состоялась 7 сентября 2009 года на открытии ночного фильма Корты Кортиссимо на Венецианском кинофестивале. Позже фильм был показан на Нью-Йоркском кинофестивале и на кинофестивале Теллурид. Фильм был произведён на студиях Noruz Films и Gigantic Pictures.

## Сюжет
Бежевый полиэтиленовый пакет-майка (озвучивает Вернер Херцог) с покупками попадает в дом к молодой женщине и влюбляется в неё, видя в ней также своего Создателя. Он ревнует к ней её собаку, к которой она проявляет истинное внимание, тогда как сам он только переносит вещи. Однако вскоре пакет оказывается выброшенным в мусорное ведро. При выгрузке мусора на свалку его подхватывает ветер. С порывами ветра он начинает летать и чувствует свободу. Пакет поднимается на большую высоту, путешествует по постапокалиптическому заброшенному городу. Поначалу он восхищается окружающим миром, но позже начинает скучать, тщетно надеясь на встречу с хозяйкой, в которой видит своего Создателя, хотя понимает, что больше ей не нужен. Улетев за город, пакет встречает на своём пути лошадей, позднее он знакомится с несколькими себе подобными: сначала — с белым пакетом-майкой, позднее — с красным пакетом женского пола прямоугольной формы. С последней у него случается целый роман, они начинают летать друг за другом, кружиться в высоте, друг к другу прижавшись. Но роман оказывается краткосрочным, и вскоре пакет вновь остаётся один. Продолжая путешествие по оставленным людьми городам в поисках Создателя, коим ему видится человек, он попадает в канализацию и со сточными водами оказывается на пляже. Там он видит забор с колючей проволокой, к которой привязано множество пакетов. Эти пакеты сообщают, что они привязали себя туда, чтобы рассказывать пролетающим мимо собратьям о тихоокеанском мусорном пятне, где в полной свободе живёт множество пакетов. Пакет стремится отправиться туда и летит прямиком к морю. Вскоре он оказывается в самом эпицентре мусорного пятна, где чувствует полную свободу. Но, оказавшись под водой, он вдруг цепляется за коралл и до конца фильма так и не может от него отцепиться, созерцая проплывающих мимо рыб и пытаясь с ними заговорить. Так и не отделившись от коралла, он выражает сомнение, что его Создатель вообще существовал, а не он сам его придумал, а потом говорит, что, если бы встретил его вновь, то попросил бы сделать его смертным.

## Создание
Первоначально режиссёр Рамин Бахрани видел в качестве актёра озвучивания на роль полиэтиленового пакета Алехандро Поланко. Кандидатуру Вернера Херцога, известного в том числе как актёра озвучивания, предложил оператор. Бахрани решил, что глубокий голос пожилого режиссёра идеально подходит для воплощения полиэтиленового пакета — существа бессмертного, и в то же время находящегося в поиске любви, Создателя и пути к легендарному среди ему подобных Тихоокеанскому мусорному пятну. Сыграло роль и наличие в фильме тонкого юмора, в котором Херцога признают мастером. Бахрани отправил фильм Херцогу. Режиссёр сначала не хотел браться за озвучивание работы, думая, что фильм является чем-то вроде экологического ролика, но, просмотрев его, увидел в нём глубокий философский смысл, заложенный Бахрани, и тут же согласился: «Я так рад, что это не злободневный фильм, иначе я бы бежал, как сумасшедший, чтобы убраться отсюда. Я имею в виду, что мы можем говорить о проблемах [экологической] устойчивости, о пластике, о Земле, но фильм о чём-то другом, о чём-то большем… он о путешествии».

## Смысл фильма
Отмечая несомненную глубину смысла, заложенного Рамином Бахрани в его фильм, различные критики трактуют его по-разному.
Так, распространено мнение об экологической направленности фильма. Сначала пакет думает, что жизнь в него вдохнули в магазине, а женщина, оторвавшаяся его от стопки собратьев и положившая в него продукты, является его Создателем, мнимым Богом, что не соответствует действительности. Они отмечают, что женщина использует пакет многократно, повторно, что выглядит вполне экологичным. В то же время, пакет испытывает нелюбовь и отвращение к её собаке, являющейся представителем мира живого, органического. Оказавшись на свободе, пакет сперва рад своему положению, но потом начинает понимать, что не приносит пользы природе, а может быть полезен только Создателю, в качестве которого понимается как та девушка, так и человек в целом. Пакет созерцает опустевшие города и приходит на мгновение к выводу, что без людей даже лучше. Постепенно он всё больше знакомится с миром живой природы и понимает, что она прекрасна, а он, полиэтиленовый пакет, способный жить вечно — для неё лишний, некий призрак наоборот, нарушающий заложенную в природу гармонию. Подлетая к океану, пакет видит других пакетов, распявших себя на колючей проволоке, чтобы проповедовать пролетающим мимо свою растиражированную, мирскую религию о Большом тихоокеанском мусорном пятне, являющемся раем для пакетов и прочего пластикового мусора. Пакет направляется туда, но вскоре Тихоокеанское мусорное пятно с его обитателями разочаровывает его, он понимает, что людьми совершено глобальное преступление против природы, и он сам — тоже часть этого преступления. Он покидает мусорный вихрь, оказавшийся совсем не раем, и, зацепившись за коралл, осознаёт, что хочет быть частью органического мира, живой природы, а не вечно существующим пластиковым мусором, и просит проплывающих мимо рыб откусывать от него по кусочку. В итоге он приходит к выводу, что, встретившись с Создателем, попросил бы, чтобы тот сделал его смертным. По словам критиков, этот пакет имеет зелёное сердце, он не хочет приносить природе зла в итоге осознаёт роль, уготованную ему Создателем, желая умереть, вступив в круговорот веществ в живой природе.
Имеется и другой взгляд на этот фильм, согласно которому, он имеет экзистенциальный смысл, и пакета здесь не стоит рассматривать как полиэтиленовый пакет, как источник загрязнения окружающей среды, его следует олицетворять с человеком, ищущим смысл жизни и пытающемуся найти его в вере. Переноска вещей для хозяйки и удовлетворённость ей в таком случае рассматриваются как служение Богу в роли «раба Божьего» без поиска истинного его смысла. Такой подход к вере, по мнению критиков, автор фильма осуждает, поэтому пакет в итоге оказывается в мусорном баке с собачьими фекалиями. Освободившись, пакет чувствует свободу, но одновременно пустоту. Он не видит смысла в жизни, ищет мнимого Создателя, но свобода даёт ему возможности исследовать этот мир, отправиться на поиски. В своём путешествии он на мгновение влюбляется в другого пакета, пакета-девушку, но их роман оказывается непродолжительным, что трактуется как невозможность любви между людьми без опоры на любовь ко Всевышнему. Пакет вновь оказывается в одиночестве, после чего встречает проповедников «ложной» религии — культа Большого тихоокеанского мусорного пятна, где все обретают полную свободу. Он стремится туда, но, оказываясь посреди мусорного вихря, он понимает, что его обитатели безличны, представляя собой плывущую по течению и ни о чём не думающую массу пластика (критики находят параллели с мусульманскими паломниками, совершающими хадж в Мекку и обходящими по кругу Каабу). Пакет, предпочитая находиться в одиночестве, вновь уединяется в морских глубинах и цепляется за коралл. Критики видят стремление пакета к смерти как разочарование во всех прежних идеалах — Создателе и вере в него, как и в самой жизни. Сторонники экологического подхода к фильму не согласны с такой оценкой, рассматривая рассуждения пакета как более жизнеутверждающие, как желание перестать быть вредным и лишним и воссоединиться с природой и, став смертным, обрести вечную жизнь в круговороте веществ.

## Показы
- Корто Кортиссимо, Венецианский кинофестиваль, 2009
- Официальная подборка, Нью-Йоркский кинофестиваль, 2009
- Официальная подборка, Теллурид (кинофестиваль), 2009
- Официальная подборка, кинофестиваль South by Southwest, 2010

## Оценки
Фильм получил, в основном, положительные оценки критиков, отметивших, в первую очередь, глубокий философский смысл сюжета, выражаемый через аллегорию с самым обыденным предметом — пластиковым пакетом, наделение его благодаря способности летать на ветру сознанием, способностью мыслить и рассуждать. Кроме замысла Бахрани и хорошо написанного текста, отмечают и глубокий, задумчивый голос Вернера Херцога, в полной мере отражающий настрой пакета на пути его исканий. Отмечают также и качественную техническую сторону съёмок, указывая на то, что, хотя на первый взгляд снять летающий по ветру пакет не так уж сложно, некоторые сцены, в частности, танец пакета с другим пакетом, заслуживают особого внимания и соответствуют качеству истинной кукольной постановки.